# Marco Basaiti
Marco Basaiti (ur. 1470, zm. 1530) – włoski malarz renesansowy reprezentujący szkołę wenecką. W swojej twórczości artystycznej usiłował rywalizować z Giovannim Bellinim.

## Życiorys

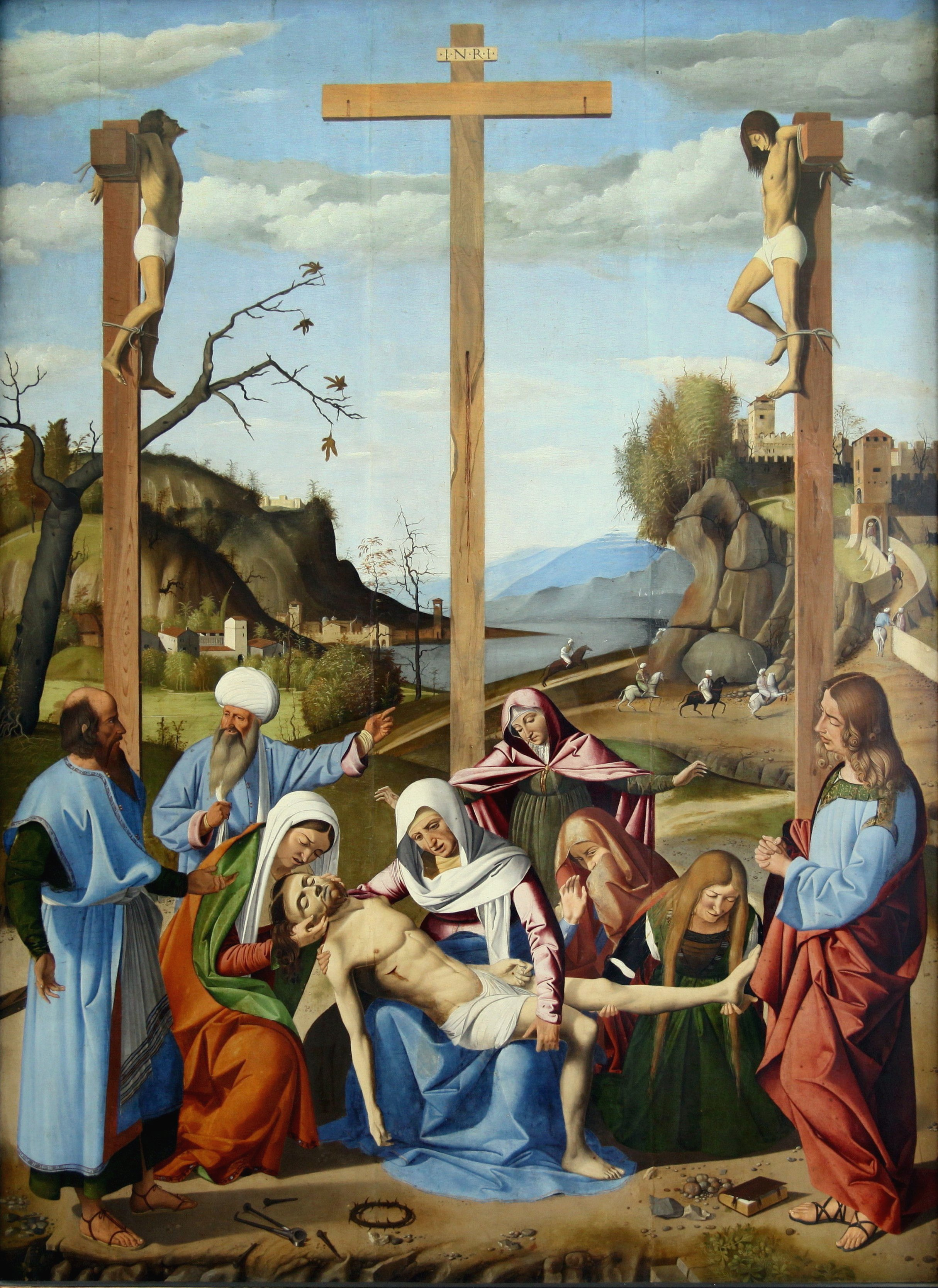
Marco Basaiti, Zdjęcie z krzyża, 1508, Alte Pinakotek, Monachium

Według Giorgia Vasariego był greckiego pochodzenia. Urodził się prawdopodobnie we Friuli bądź Wenecji. Rozpoczął działalność około 1496 roku. Uczeń i współpracownik Alvise Vivariniego.
Po jego śmierci ukończył rozpoczęty przez niego ołtarz św. Ambrożego w weneckiej katedrze Santa Maria Gloriosa dei Frari.
Stylistycznie pozostawał pod wpływem Giorgionego, wykazując zamiłowanie do delikatnego światłocienia miękko modelującego postacie i zapełniania tła rozległym pejzażem (Powołanie synów Zebedeusza, 1510, obecnie we florenckim Gallerie dell'Accademia).